# آبرگل
latitudeآبرگلlongitudeآبرگل
آبرگل (به انگلیسی: Abergele) یک منطقهٔ مسکونی در ولز است.

## خصوصیات
آبرگل ۱۰٬۵۷۷ نفر جمعیت دارد.